# 프랑수아 모어이드
프랑수아 모어이드(Francois Mohede, 1976년 2월 6일 ~ ) 인도네시아 가수와 배우이다. 그는 인도네시아 가수의 남편 인 아마라 누구와 함께 그는 세 아들이 있었다.

## 음반 목록

### 정규
- Bila Kuingat (1996)
- Jangan Kau Henti (1997)
- Bintang (1998)
- Takkan Habis Cintaku (1998)
- Aku (Repackage) (1999)
- Good Time (2015)

### 솔로
- Syukur (2005)
- Indonesia Raya (2005)